# تمثال سیده الوادی
تمثال سیده الوادی (به عربی: تمثال سیدة الوادی) یک روستا در سوریه است.